# 梅雷
梅雷（法語：Méré，法語發音：[meʁe]）是法国伊夫林省的一个市镇，属于朗布依埃区。

## 地理
梅雷（48°47'10"N, 1°49'2"E）面积10.31 平方千米，位于法国法蘭西島大區伊夫林省，该省份为法国北部内陆省份，北起瓦兹河谷省，西接厄尔省，西南接厄尔-卢瓦省，东南接埃松省，东临上塞纳省。
与梅雷接壤的市镇（或旧市镇、城区）包括：维克、吉约讷河畔巴佐什、布瓦西桑萨瓦尔、加吕、格罗鲁夫尔、马雷伊勒吉永、蒙福尔拉莫里、旧诺夫勒。

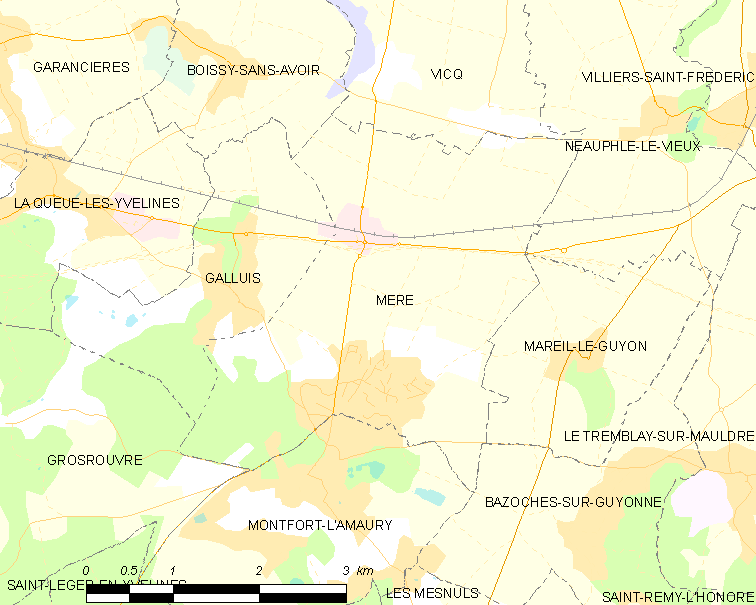
梅雷的OSM定位图

梅雷的时区为UTC+01:00、UTC+02:00（夏令时）。

## 行政
梅雷的邮政编码为78490，INSEE市镇编码为78389。

## 政治
梅雷所属的省级选区为欧贝让维尔县。

## 人口

1962-2008年间梅雷人口变化图示

梅雷于2022年1月1日时的人口数量为1695人。